# إبراهيم (المنيا)
قرية إبراهيم  هي إحدي القرى التابعة لمركز سمالوط بمحافظة المنيا في جمهورية مصر العربية. حسب إحصاءات سنة 2006، بلغ إجمالي السكان في إبراهيم 4530 نسمة، منهم 2353 رجل و2177 امرأة.